# Jejkov
Jejkov – dzielnica miasta Třebíč
W 1686 przybyli na tereny obecnej dzielnicy ojcowie kapucyni, cztery lata później zbudowali klasztor. W 1992 roku założyli gimnazjum katolickie.
Na terenie dzielnicy Jejkov działa parafia rzymskokatolicka Horní Újezd u Třebíče.